# Bojan Zajić
Bojan Zajić (en serbe en écriture cyrillique : Бојан Зајић), né le 17 juin 1980 à Kruševac (Serbie), est un footballeur international serbe, évoluant au poste de milieu de terrain.
Zajić n'a marqué aucun but lors de ses deux sélections avec l'équipe de Serbie-et-Monténégro et l'équipe de Serbie depuis 2004.

## Carrière

### En club
- 1999-2001 : FK Napredak Kruševac  RF Yougoslavie
- 2001-2006 : Obilic Belgrade  Serbie-et-Monténégro
- 2005-2006 : BASK Belgrade  Serbie-et-Monténégro
- 2006-2007 : FK Partizan Belgrade  Serbie
- 2007- : Vålerenga IF  Norvège

### En équipe nationale
- 2 sélections et 0 but avec l'équipe de Serbie-et-Monténégro et l'équipe de Serbie depuis 2004.

## Palmarès
Vålerenga IF
- Vainqueur de la Coupe de Norvège (1) : 2008